# Izabela Janachowska-Jabłońska
Izabela Grażyna Janachowska-Jabłońska (ur. 5 września 1986 w Gryfinie) – polska prezenterka telewizyjna, blogerka, youtuberka, ekspertka ślubna i eventowa, businesswoman, była tancerka.

## Życiorys
W wieku ośmiu lat rozpoczęła regularne treningi tańca towarzyskiego. Jako wielokrotna mistrzyni Polski w 10 tańcach (kombinacja tańców latynoamerykańskich i standardowych) reprezentowała Polskę na najważniejszych światowych turniejach tanecznych (we wszystkich kategoriach wiekowych), w tym m.in. w mistrzostwach i pucharach Europy oraz świata. Wielokrotnie zdobywała medale dla Polski, jest też brązową medalistką Mistrzostw Świata z 2004. W czasie kariery tanecznej tańczyła z Michałem Stukanem, Georgijem Koroljowem i Andrejem Mosejcukiem. Reprezentowała najwyższą klasę „S” w tańcach latynoamerykańskich i standardowych. W latach 2009–2011 występowała w charakterze trenerki tańca w programie rozrywkowym TVN Taniec z gwiazdami; jej partnerami tanecznymi byli: Wojciech Medyński, Radosław Majdan, Przemysław Saleta, Paweł Staliński i Zbigniew Urbański. W 2014 partnerowała Rafałowi Brzozowskiemu w pierwszej edycji programu rozrywkowego Polsatu Dancing with the Stars. Taniec z gwiazdami. Niedługo później zakończyła karierę taneczną z powodu kontuzji kolana.

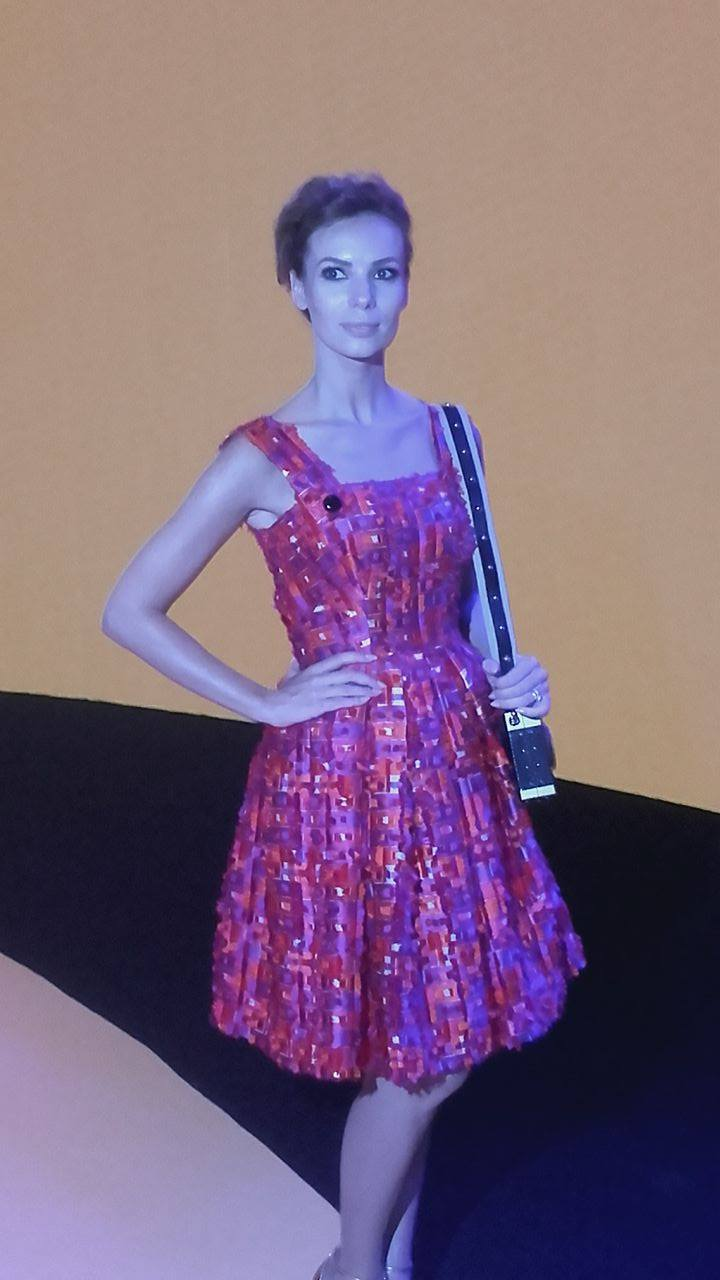
Janachowska (2016)

W trakcie przygotowań do ślubu w 2014 zainteresowała się organizacją ceremonii ślubnych i przyjęć weselnych. W lutym 2015 uruchomiła internetowy blog o tematyce ślubnej „Wedding Dream by Izabela Janachowska”. Jesienią 2015 nawiązała współpracę ze stacją TVN Style, dla której prowadziła programy: I nie opuszczę cię aż do ślubu (2015–2019) i W czym do ślubu (2016–2020). W 2018 uruchomiła własny kanał na YouTube o tematyce ślubnej, który w styczniu 2020 osiągnął próg 100 tys. subskrybentów. W tym samym roku przekształciła swój blog w portal ślubny, zaprezentowała swoją pierwszą kolekcję sukien ślubnych i nawiązała współpracę ze stacją TLC, dla której zrealizowała programy: Ślub marzeń i Panny młode ponad miarę (później realizowany jako Pary młode ponad miarę). W 2019 wydała serię e-booków pt. Planowanie ślubu i wesela i przewodnik dla nowożeńców pt. Aż do ślubu, poza tym uruchomiła aplikację mobilną WeddingDreamAPP, została ambasadorką targów Warsaw Wedding Days w Nadarzynie, na których zaprezentowała dwie kolekcje sukien ślubnych, a także otworzyła showroom z sukniami ślubnymi w Warszawie. W 2020 była jurorką w konkursie dla młodych projektantów podczas targów ślubnych IF Wedding Fairs w Izmirze, otworzyła w Warszawie pierwszy ślubny Concept Store w Polsce, uruchomiła internetowy sklep Marketplace janachowska.pl oraz zaprezentowała nową kolekcję sukien ślubnych i pierwszą kolekcję sukien wieczorowych. 
W 2021 uruchomiła platformę streamingową WeddingDream.TV. W tym samym roku rozpoczęła współpracę z telewizją Polsat, dla której współprowadziła program Dancing with the Stars. Taniec z gwiazdami. W 2022 poprowadziła program Ślubne pogotowie Izabeli Janachowskiej, w którym pomagała z grupą ekspertów organizować śluby parom młodym w trudnej sytuacji życiowej oraz wystąpiła gościnnie w filmie Miłość na pierwszą stronę. W 2023 poszerzyła działalność swojej firmy ślubnej o tematykę związaną z organizacją przyjęć oraz zmieniła nazwę firmy na Party&Wedding Dream. W kwietniu 2023 roku jej kanał na YouTube osiągnął ponad 40 mln wyświetleń. W lipcu 2023 i 2024 roku była jurorką podczas gali finałowej wyborów Miss Polski 2023, a uczestniczki konkursu w trakcie obu wydarzeń zaprezentowały dwie kolekcje sukni ślubnych i wieczorowych z Concept Store Izabeli Janachowskiej
W styczniu 2025 roku ogłosiła, że po przerwie wraca do telewizji. Nawiązała współpracę z programem Dzień Dobry TVN, gdzie prowadzi swój autorski cykl.

## Nagrody i wyróżnienia
- Kobieta Biznesu 2019 – pierwsze miejsce w plebiscycie Pulsu Biznesu[19].
- Osobowość Roku 2023 – nagroda przyznana podczas gali „Osobowości i Sukcesy Roku 2023”[20].
- Ranking najcenniejszych kobiecych marek osobistych w Polsce 2023 stworzony przez ForbesWomen oraz Press-Service Monitoring Mediów – 53 miejsce[21].

## Życie prywatne
Jest córką Grażyny (zm. 2023) i Zdzisława Janachowskich.
28 czerwca 2014 w Iławie poślubiła przedsiębiorcę Krzysztofa Janusza Jabłońskiego (ur. 1959). Mają syna Christophera Alexandra (ur. 10 maja 2019).